# Kormakitis
Kormakitis (en árabe chipriota maronita: Kurmajit; en griego: Κορμακίτης; en turco: Kormacit o Koruçam) es un pequeño pueblo en la República Turca del Norte de Chipre. Kormakitis es uno de los cuatro pueblos tradicionalmente maronitas en Chipre, los otros tres son Asomatos, Agia Marina y Karpaseia. Los maronitas de Kormakitis tradicionalmente hablan su propia variedad única de árabe llamado árabe chipriota maronita (CMA), además de griego y turco. Cabo Kormakitis lleva el nombre del pueblo.
Todos los habitantes maronitas del pueblo que quedan son de edad avanzada. El gobierno de la República de Chipre da a los que se quedaron en el norte pensiones de $670 al mes por pareja y alrededor de $430 si se es soltero. También paga instructores para enseñar CMA y fondos para largas semanas de visita en verano de jóvenes maronitas y así ponerlos en contacto con sus raíces. Además los maronitas también reciben ayuda de las Naciones Unidas. Cada dos semanas, las tropas de la ONU hacen un viaje desde Nicosia para entregar alimentos, agua, combustible y suministros médicos a través de la frontera a la población maronita del norte. El convoy de ayuda de la ONU está tripulado por soldados del 12 Regimiento, Artillería Real. La ayuda está financiada por el gobierno de la República de Chipre, pero es entregada por la ONU.
Durante los fines de semana la población de Kormakitis aumenta a más de 600 personas pues los exresidentes desplazados regresan para visitar a sus familiares y celebrar misa. El acceso se ha facilitado desde 2003, cuando las autoridades turcochipriotas relajaron las reglas sobre las visitas al norte de Chipre. Muchos maronitas que fueron desalojados de Kormakitis, han vuelto para renovar y rehabilitar el pueblo y las casas para su uso los fines de semana.

## Etimología
Hay varias versiones para el nombre del pueblo. La versión más común está relacionada con los maronitas que llegaron de Kour, un pueblo en el norte de Líbano. Sentían nostalgia y solían repetir la frase "Nahni jina oua Kour Majit" "Vinimos aquí (a Chipre), pero tú, Kour, no (viniste)". Las palabras "Kour Majit" (Kour no viniste) es un ejemplo de cómo el pueblo obtuvo su nombre.
La segunda versión está relacionada con el siglo VIII a.E. Los fenicios fueron muy famosos por sus actividades comerciales. Chipre no está lejos de Líbano, por lo que construyeron una ciudad comercial en la parte noroeste de la isla que llamaron Kormia. Los historiadores creen que Kormia fue construida cerca del pueblo de Livera. Era una ciudad rica, famosa por su comercio. Con la expansión musulmana fuera de la Península arábiga, muchos maronitas abandonaron Siria y el Líbano y se establecieron en Kormia. Sin embargo, al ser perseguidos por los piratas, salieron de la ciudad y construyeron una nueva, Kormia jtite, la "Nueva Kormia". El nuevo nombre es un ejemplo de cómo el pueblo obtuvo su nombre.
Hay que tener en cuenta que estos dos etimologías son consistentes con el nombre real del pueblo en griego chipriota, Κορματζίτης/Korma'dʒitis y en turco chipriota, Kormac/Korma'dʒit. El nombre griego estándar Kormakitis es un intento de ajustar el nombre a la pronunciación griega estándar, mientras que el nuevo nombre turco Koruçam se impuso a partir de 1974 por razones políticas.
La última versión fue dada por muchos historiadores que creen que Kormakitis está relacionado con el antiguo Estado de Kermia. En su biografía, San Bernabé (siglo V d.E.) menciona la ubicación de Kormakitis junto a la aldea de Livera. En esta zona solía estar el antiguo Estado de Kermia. Este es un ejemplo de cómo el pueblo obtuvo su nombre. Los historiadores creen que San Bernabé visitó la aldea.

## Historia

### Edad Media

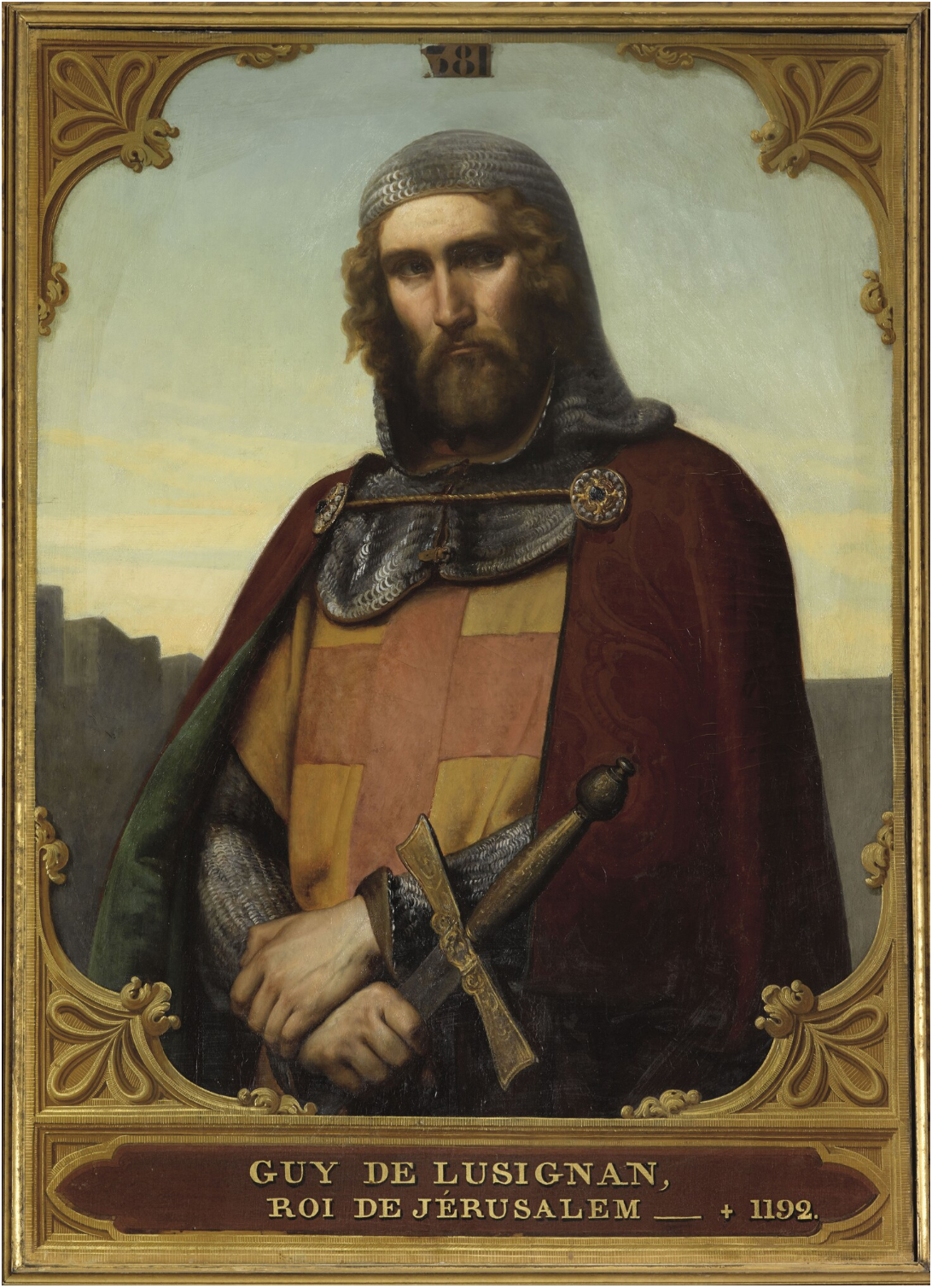
Guido de Lusignan

Originaria de Líbano y Siria, la actual comunidad maronita en Chipre se formó por cuatro sucesivas oleadas migratorias que se iniciaron en el siglo VIII a.E. En 938, la destrucción del monasterio de San Maron en el Líbano provocó una segunda ola de refugiados. Otros tres siglos pasaron y el rey Cruzado Guido de Lusignan compró Chipre a Ricardo Corazón de León, que traerá soldados maronitas a la isla para proteger sus costas. La última oleada de emigración llegó 100 años después cuando Acre, último reducto Cruzado, cayó en manos musulmanas y provocó la última emigración de maronitas a la isla.
Kormakitis fue construido cerca del Cabo del mismo nombre, pero a causa de las incursiones árabes el pueblo se trasladó a su ubicación actual. Se eligió la nueva ubicación de la aldea, ya que proporcionaba una mejor protección contra las incursiones y el nuevo sitio también tenía un amplio suministro de agua y exuberante vegetación para la agricultura y la ganadería. Durante el período 1191-1489, el pueblo de Kormakitis fue uno de los feudos más ricos de la isla, el cual pertenecía a la familia francesa de los Denores. Los maronitas en esa época ocupaban 60 aldeas con una población que llegaba a los 60.000 miembros y fue la segunda comunidad más grande después de los grecochipriotas. En 1570, Kormakitis tenía 850 habitantes.

### Gobierno Otomano y Británico
Durante el dominio otomano de Chipre, el número de viviendas disminuyó considerablemente; en 1841, solo había 200 habitantes. La disminución se debía a la política anticatólica en todo el Imperio Otomano, los maronitas de Kormakitis y de otros pueblos se vieron obligados a pagar altos impuestos. Los aldeanos que quedaban sufrieron varios procesamientos y acoso por parte de los turcos otomanos y los grecochipriotas por igual. Su número en todo Chipre disminuyó de forma simultánea, en 1572 había entre 7000-8000 maronitas, que vivían en 23 aldeas, en 1596 había 4.000 que vivían en 19 aldeas. Bajo la administración británica en Chipre, la Comunidad Maronita fue favorecida por el gobierno, cuya política era apoyar a las minorías. Esto dio lugar a mejores condiciones de vida para la población de Kormakitis. En 1910 su economía se basaba en la agricultura y la ganadería, que producía grano, aceitunas, judías, algodón, capullos y otros cultivos.

### Época Contemporánea
Después de que Chipre obtuviera su independencia en 1960 se llevaron a cabo una serie de proyectos en la localidad. En 1962 la escuela del pueblo fue construida y fue capaz de inscribir a 210 estudiantes y emplear a siete maestros. En 1965 el pueblo fue conectado a la red eléctrica y las casas a la red de agua corriente por primera vez.

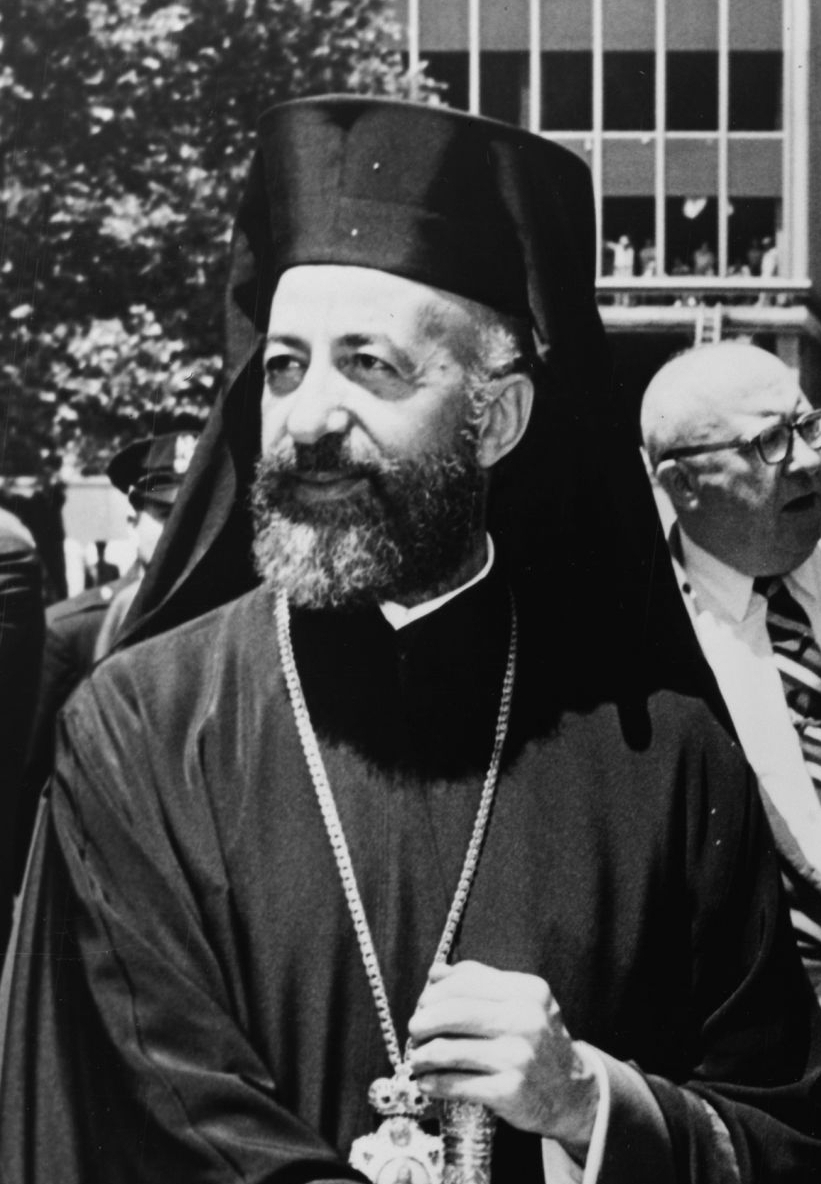
Arzobispo Makarios III

Después de años de violencia entre comunidades, el 15 de julio de 1974, se produjo un golpe de Estado dirigido por la junta militar griega para unir la isla con Grecia. El golpe de Estado derrocó al presidente Makarios III y lo reemplazó con el nacionalista proenosis Nikos Sampson. El 20 de julio de 1974, el ejército turco invadió la isla en respuesta al golpe de Estado. A pesar de la restauración del orden constitucional y el regreso del Arzobispo Makarios III en diciembre del mismo año, las tropas turcas se mantuvieron en la isla y ocuparon la parte noreste. Esto dio lugar a que la isla quedara dividida entre sus comunidades greco y turcochipriota respectivamente. Muchos de los habitantes de Kormakitis optaron por emigrar a la República de Chipre reconocida internacionalmente.

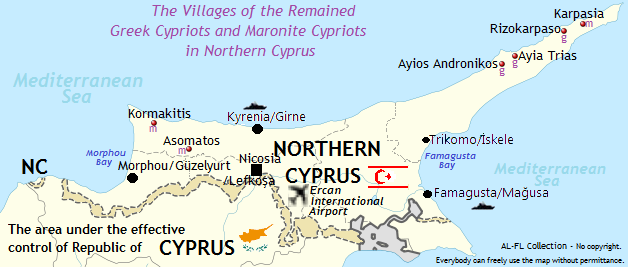
Localidades del norte de la isla donde todavía residen maronitas

Antes de la invasión turca de Chipre, Kormakitis tenía alrededor de 1.000 habitantes. Sin embargo, desde entonces, el número de maronitas se ha reducido. Se estima que entre 100-165 maronitas permanecieron en la RTNC. La disminución de la población se ha atribuido a la falta de trabajo y de la educación secundaria, lo que llevó a la emigración, principalmente a Nicosia y Limasol. Esta disminución de la población joven se evidenció cuando durante el año escolar 1999-2000, la Escuela Primaria se vio obligado a cerrar por falta de alumnos.
En 2006, las autoridades de la RTNC anunciaron que a los maronitas del pueblo de Kormakitis se les daba la oportunidad de regresar. Esto ha sido posible por el hecho de que las casas y fincas en cuestión, no fueron ocupadas por colonos turcos y turcochipriotas durante las secuelas de la invasión turca. Sin embargo, los maronitas tienen que cumplir con ciertos requisitos. En primer lugar, tienen que ser el propietario legítimo de una casa o propiedad en el pueblo que les permita reasentarse. En segundo lugar, una vez que regresan deben residir de manera habitual allí. Los maronitas que no están autorizados a reclamar sus propiedades simplemente se trasladan diariamente desde y hacia Kormakitis a la zonas controladas por la República de Chipre. Unas 40 personas, en su mayoría parejas de ancianos, por su parte, se han instalado permanentemente en el pueblo.

## Clima
Kormakitis tiene un clima semiárido con veranos largos, secos y calurosos e inviernos fríos con un tiempo mixto de nubes y claros y lluvia.
| Parámetros climáticos promedio de Kormakitis | Parámetros climáticos promedio de Kormakitis | Parámetros climáticos promedio de Kormakitis | Parámetros climáticos promedio de Kormakitis | Parámetros climáticos promedio de Kormakitis | Parámetros climáticos promedio de Kormakitis | Parámetros climáticos promedio de Kormakitis | Parámetros climáticos promedio de Kormakitis | Parámetros climáticos promedio de Kormakitis | Parámetros climáticos promedio de Kormakitis | Parámetros climáticos promedio de Kormakitis | Parámetros climáticos promedio de Kormakitis | Parámetros climáticos promedio de Kormakitis | Parámetros climáticos promedio de Kormakitis |
| Mes                                          | Ene.                                         | Feb.                                         | Mar.                                         | Abr.                                         | May.                                         | Jun.                                         | Jul.                                         | Ago.                                         | Sep.                                         | Oct.                                         | Nov.                                         | Dic.                                         | Anual                                        |
| -------------------------------------------- | -------------------------------------------- | -------------------------------------------- | -------------------------------------------- | -------------------------------------------- | -------------------------------------------- | -------------------------------------------- | -------------------------------------------- | -------------------------------------------- | -------------------------------------------- | -------------------------------------------- | -------------------------------------------- | -------------------------------------------- | -------------------------------------------- |
| Temp. máx. media (°C)                        | 14                                           | 15                                           | 18.5                                         | 23.5                                         | 28.5                                         | 32.5                                         | 35.5                                         | 35                                           | 32.5                                         | 27.5                                         | 22                                           | 16.5                                         | 25                                           |
| Temp. media (°C)                             | 10                                           | 10.5                                         | 12.5                                         | 16.5                                         | 21.5                                         | 25.5                                         | 28                                           | 28                                           | 25                                           | 21                                           | 16                                           | 11.5                                         | 18                                           |
| Temp. mín. media (°C)                        | 6                                            | 6                                            | 7                                            | 8.5                                          | 15                                           | 18                                           | 20                                           | 20.5                                         | 18                                           | 15                                           | 10.5                                         | 7                                            | 12                                           |
| Fuente: www.in.weather.com                   |                                              |                                              |                                              |                                              |                                              |                                              |                                              |                                              |                                              |                                              |                                              |                                              |                                              |

## Iglesias

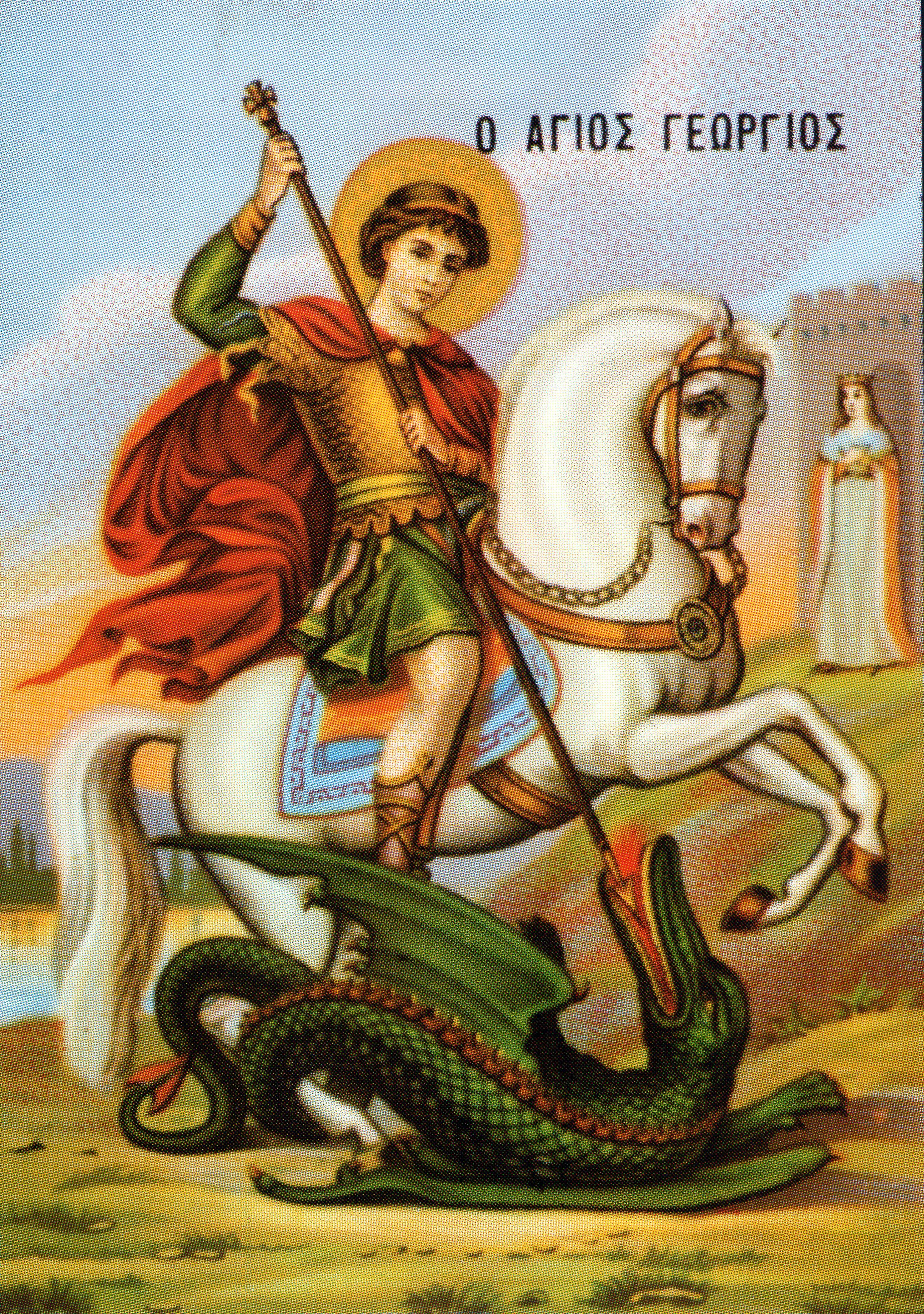
San Jorge

Como todo pueblo maronita, se construyeron varias iglesias y capillas dentro de Kormakitis y de los campos circundantes. Estas iglesias y capillas pertenecen a la Iglesia maronita, una denominación de la Iglesia Católica. La Catedral de San Jorge, que se encuentra en el centro de Kormakitis, fue construida en 1930. Dedicada al patrón del pueblo, la construcción comenzó en 1900. Los habitantes de la aldea ofrecieron donaciones considerables para su finalización. Se constituyó como la Catedral oficial de la Iglesia maronita de Chipre antes de 1974. Hoy en día es utilizada por los pocos habitantes que quedan. Se encuentran dentro muchos iconos y objetos religiosos que datan del siglo XII.
La Capilla de San Jorge, a menudo llamada como la Capilla de San Jorge de la Simiente, está situada cerca de la orilla del Mar Mediterráneo, al norte de Kormakitis. Fue construida en 1852. Todos los años, el 3 de noviembre, la Comunidad Maronita celebra una misa dedicada a San Jorge. Esto se hace para coincidir con el comienzo de la campaña agrícola, los agricultores rezan al patrón del pueblo para tener una buena cosecha. Según la tradición, después de la misa, los fieles preparan un almuerzo cerca del mar para honrar al santo.
La Capilla de Santa María es una pequeña capilla situada en el oeste del pueblo. Se cree que fue construida en 1453. Recientemente rehabilitada es visitada con frecuencia.
La Capilla de San Jorge, a menudo llamada de las Monjas, es una capilla situada junto al monasterio de las hermanas franciscanas, en el centro del pueblo. Fue construida en 1534 y fue la primera capilla que se levantó en el casco urbano. El monasterio de las hermanas franciscanas se construyó en 1936, junto a la plaza principal.